# Vodenkonji
Vodenkonji (lat. Hippopotamidae) su porodica parnoprstaša koja ima samo dva roda, a svaki od ta dva roda samo jednu vrstu, nilskog konja i patuljastog vodenkonja. Danas vodenkonji žive još samo u Africi.
Fosilni nalazi vodenkonja sežu još u miocen. Sve do pleistocena nastanjivali su pored Afrike i Europu i Aziju. Nova genska istraživanja daju naslutiti, da su najbliži srodnici vodenkonja kitovi.

## Vanjske poveznice

### Ostali projekti
|  | Zajednički poslužitelj ima još gradiva o temi Vodenkonji |
|  | Wikivrste imaju podatke o taksonu Hippopotamidae         |